# Kőd
Köd (románul Cheud) falu Romániában, Szilágy megyében.

## Fekvése
Zilahtól 30 km-re északkeletre, a Szamos jobb partján fekszik, Náprádhoz tartozik, melytől 2 km-re északra van.

## Története
A Szamos völgyében fekvő település nevezetessége Aranyos várának romja. A vár a tatárjárás után épülhetett, először 1246-ban említik a Gutkeled nembeli Pál váraként. 1344-ig Szilágy néven szerepel. Pál fia Lothárd lázadásakor, 1317-ben királyi kézre jutott. 1383 után kevéssel lerombolták, azóta pusztul. A települést 1545-ben Kwd néven említik. 1910-ben 1096, túlnyomórészt román lakosa volt. A trianoni békeszerződésig Szilágy vármegye Zsibói járásához tartozott.